# Octopus bimaculoides
Octopus bimaculoides is een inktvis die voorkomt in het oosten van de Grote Oceaan van de Californische kust tot Mexico en in de Indische Oceaan van Oost-Afrika tot Amerikaans-Samoa, het noorden van Japan, tot het Groot Barrièrerif. De inktvis leeft voornamelijk op diepten tot 20 meter. Zijn mantellengte is 17,5 cm. Met de armen gestrekt wordt hij 58 cm groot.
Octopus bimaculoides leeft 1 tot 2 jaar waarna hij sterft na de ei-afzetting.